# Lastaurus
Lastaurus is een vliegengeslacht uit de familie van de roofvliegen (Asilidae).

## Soorten
- L. alticola Carrera & Machado-Allison, 1968
- L. crassitarsis (Macquart, 1838)
- L. fallax (Macquart, 1846)
- L. fenestratus Bigot, 1878
- L. lugubris (Macquart, 1846)
- L. robustus Carrera, 1949
- L. transiens (Walker, 1849)
- L. tricolor Carrera & Machado-Allison, 1968
- L. villosus (Carrera, 1949)